# Armanenske rune
Armanenske rune, također zvane armanenski futark, skupina je 18 lažnih runa (katkad zvane »pseudorunama«) koje je osmislio austrijski misticist Guido von List u stanju privremene sljepoće u 1902. godini. Rune je opisao u djelu Das Geheimnis der Runen („Tajna runâ”), koje je objavio 1906. godine kao članak u časopisu, a zatim i kao samostalno djelo 1908. godine. 
Naziv runa služi kao poveznica sa nedokazanom skupinom zvanom Armanen, koji su prema Listu bili drevni arijevski kraljevi-svećenici. Armanenske rune danas se koriste u ezoteriji te germanskom neopoganstvu.

## Nastanak
List tvrdi da su mu se te lažne rune ukazale dok je bio u stanju privremene sljepoće dugom 11 mjeseci nakon operacije mrene na oba oka 1902. godine. On tvrdi kako su mu te vizije otvorile „unutarnje oko”, putem kojega mu se „tajna runâ” ukazala.
Izjavio je kako su njegove armanenske rune bile šifrirane u Rúnatal, dio pjesme Hávamál u Poetskoj Eddi. List je iskazao kako su strofe 147 – 165, u kojima nordijski bog Odin nabraja svojih osamnaest saznanja, zapravo „pjesma osamnaest runa”. 
Kao i njegovi pratioci, List je vjerovao da armanenske rune predstavljaju „iskonske rune” na kojima su se sva druga povijesna runska pisma temeljila.

## Runagibor
Ne postoji povijesni runski ekvivalent runi imena gibor u Listovom futarku, iako postoji mogućnost da je ime temeljeno na anglosaskoj runi gyfu, „ᚷ”. Oblik rune oblikom je sličan simbolu Wolfsangel, zbog čega je učestao netočan zaključak da je potonji srodan s drevnim runskim pismima.
List je runu gibor povezao sa posljednjom strofom u Rúnatalu, specifično strofom 165:
| engleski: That eighteenth I know / which to none I will tell, neither maid nor man's wife— 'tis best warded / if but one know it: this speak I last of my spells— but only to her / in whose arms I lie, or else to my sister also. | staronordijski: Það kann eg ið átjánda, / er eg æva kenni'g mey né manns konu, - allt er betra / er einn um kann; það fylgir ljóða lokum, - nema þeirri einni / er mig armi ver eða mín systir sé. |